# Лянга Олександр Володимирович
Олекса́ндр Володи́мирович Лянга — солдат підрозділу Збройних Сил України, учасник російсько-української війни, який загинув у ході російського вторгнення в Україну в 2022 році.

## Життєпис
Народився в 1979 році в с. Топори Ружинської територіальної громади колишнього Ружинського району (з 2020 року — Бердичівський район) Житомирської області.
Проходив військову службу на посаді старшого стрільця 6-ї механізованої роти 2-го механізованого батальйону 72-ї окремої механізованої бригади. 
Героїчно загинув 14 березня 2022 року поблизу населеного пункту Мощун Києво-Святошинського району Київської області під час ближнього бою з використанням стрілецької зброї внаслідок артилерійського обстрілу українських позицій важким калібром.

## Нагороди
- Орден «За мужність» III ступеня (2022, посмертно) — за особисту мужність і самовіддані дії, виявлені у захисті державного суверенітету та територіальної цілісності України, вірність військовій присязі [3].